# Villamblard
Villamblard település Franciaországban, Dordogne megyében. Lakosainak száma 870 fő (2022. január 1.). Villamblard Jaure, Saint-Jean-d’Estissac, Grignols, Bourrou, Douville, Montagnac-la-Crempse, Beleymas és Saint-Hilaire-d’Estissac községekkel határos.

## Népesség
A település népessége az elmúlt években az alábbi módon változott:
| Lakosok száma | 799  | 823  | 813  | 883  | 853  | 861  | 886  | 906  | 908  | 870  |
|               | 1968 | 1982 | 1990 | 2006 | 2013 | 2015 | 2017 | 2019 | 2020 | 2022 |